# Ёнэя, Тамиаки
Тамиаки Ёнэя (яп. 米谷民明 Ёнэя Тамиаки, род. 1947) — японский физик, специалист по теории струн.
Независимо от Джоэля Шерка и Джона Шварца показал, что теория струн описывает, среди прочего, силу гравитации. Много лет работал над обобщением принципа неопределённости для теории струн.
Исходя из принципа конформной инвариантности, Ёнэя выдвинул гипотезу пространственно-временного принципа неопределённости в теории струн. Она может быть записана в виде неравенства, связывающего неопределённость пространственной координаты области, где происходит взаимодействие струн {\displaystyle \Delta X}, неопределённость временной длительности взаимодействия{\displaystyle \Delta T} и характерный масштаб теории струн {\displaystyle l_{s}}:
{\displaystyle \Delta X\Delta T\geqslant l_{s}^{2}}
В отличие от гипотезы обобщённого принципа неопределённости, гипотеза пространственно-временного принципа неопределённости опирается только на конформную инвариантность, что делает её правдоподобной.

## Избранные статьи
- Yoneya, T. (1973). Quantum gravity and the zero-slope limit of the generalized Virasoro model. Lettere al Nuovo Cimento. 8 (16). Springer Science and Business Media LLC: 951–955. doi:10.1007/bf02727806. ISSN 1827-613X. S2CID 120096939.
- Yoneya, Tamiaki (1978). Z(N) topological excitations in Yang-Mills theories: duality and confinement. Nuclear Physics B. 144 (1). Elsevier BV: 195–218. doi:10.1016/0550-3213(78)90502-3. ISSN 0550-3213.
- Yoneya, Tamiaki (20 августа 1989). On the interpretation of minimal length in string theories. Modern Physics Letters A. 04 (16). World Scientific Pub Co Pte Lt: 1587–1595. doi:10.1142/s0217732389001817. ISSN 0217-7323.
- Jevicki, Antal; Yoneya, Tamiaki (1994). A deformed matrix model and the black-hole background in two-dimensional string theory. Nuclear Physics B. 411 (1): 64–96. arXiv:hep-th/9305109. doi:10.1016/0550-3213(94)90054-x. ISSN 0550-3213. S2CID 7279947.
- Yoneya, T. (1 июня 1997). Schild Action and Space-Time Uncertainty Principle in String Theory. Progress of Theoretical Physics. 97 (6): 949–961. arXiv:hep-th/9703078. doi:10.1143/ptp.97.949. ISSN 0033-068X. S2CID 6614819.
- Li, Miao; Yoneya, Tamiaki (17 февраля 1997). Pointlike D-brane Dynamics and Space-Time Uncertainty Relation. Physical Review Letters. 78 (7): 1219–1222. arXiv:hep-th/9611072. doi:10.1103/physrevlett.78.1219. ISSN 0031-9007.
- «D-particles, D-instantons, and a space-time uncertainty principle in string theory.» arXiv preprint hep-th/9707002 (1997).
- Jevicki, Antal; Yoneya, Tamiaki (1998). Space-time uncertainty principle and conformal symmetry in D-particle dynamics. Nuclear Physics B. 535 (1–2). Elsevier BV: 335–348. arXiv:hep-th/9805069. doi:10.1016/s0550-3213(98)00578-1. ISSN 0550-3213. S2CID 10986754.
- Li, Miao; Yoneya, Tamiaki (1999). Short-distance space-time structure and black holes in string theory: a short review of the present status. Chaos, Solitons & Fractals. 10 (2–3): 423–443. arXiv:hep-th/9806240. doi:10.1016/s0960-0779(98)00198-2. ISSN 0960-0779. S2CID 17512463.
- Jevicki, Antal; Kazama, Yoichi; Yoneya, Tamiaki (2 февраля 1999). Generalized conformal symmetry in D-brane matrix models. Physical Review D. 59 (6): 066001. arXiv:hep-th/9810146. doi:10.1103/physrevd.59.066001. ISSN 0556-2821. S2CID 16578384.
- Okawa, Yuji; Yoneya, Tamiaki (1999). Multi-body interactions of D-particles in supergravity and Matrix theory. Nuclear Physics B. 538 (1–2). Elsevier BV: 67–99. arXiv:hep-th/9806108. doi:10.1016/s0550-3213(98)00700-7. ISSN 0550-3213. S2CID 2589801.
- Yoneya, T. (1 июня 2000). String Theory and the Space-Time Uncertainty Principle. Progress of Theoretical Physics. 103 (6): 1081–1125. arXiv:hep-th/0004074. doi:10.1143/ptp.103.1081. ISSN 0033-068X. S2CID 14078711.
- Awata, Hidetoshi; Li, Miao; Minic, Djordje; Yoneya, Tamiaki (8 февраля 2001). On the quantization of Nambu brackets. Journal of High Energy Physics. 2001 (2): 013. arXiv:hep-th/9906248. doi:10.1088/1126-6708/2001/02/013. ISSN 1029-8479. S2CID 15254956.
- «Gravity from strings: personal reminiscence on early developments.» arXiv preprint arXiv:0901.0079 (2008).